# Dorcus furusui
Dorcus furusui là một loài bọ cánh cứng trong họ Lucanidae. Loài này được Baba mô tả khoa học năm 2010.